# 175 a.C.
Il 175 a.C. (CLXXV a.C. in numeri romani) è un anno  del II secolo a.C.

## Eventi
- Finisce il consolato di Marco Emilio Lepido

## Morti
- Apollonio Eidografo, grammatico greco antico
- Basilide, filosofo greco antico
- Quinto Cecilio Metello, politico romano
- Ircano, nobile ebreo antico
- Seleuco IV, sovrano (n. 218 a.C.)